# Expire
Pour les articles homonymes, voir Expiration.
Expire est un groupe américain de punk hardcore, originaire de Milwaukee, Wisconsin, actif entre 2009 et 2017. Ils ont été signés par Bridge 9 Records.

## Histoire
Expire est formé en 2009. Ils comptent trois albums studio, trois EP et un split. Ils sortent leur premier album studio, intitulé Pendulum Swings en 2012. Ils sortent leur deuxième album studio, intitulé Pretty Low en 2014,,,. Pretty Low se classe à la 175e place du Billboard 200. En août 2016, le groupe annonce son intention de se séparer après la sortie d'un nouvel album, intitulé With Regret, et de quelques tournées internationales. Le 11 mars 2017, ils jouent leur dernier concert à guichets fermés dans leur ville natale de Milwaukee.
Zach Dear et Marcus Boldt forment ensuite le groupe Stone, tandis que Caleb Murphy forme le groupe Inclination. En janvier 2018, Stone se sépare à la suite d'une grande vague d'accusations d'agression sexuelle contre Zach Dear, ce qui conduit tous les membres d'Expire et de Stone à dénoncer publiquement Zach et à faire don de tous les fonds du groupe à RAINN,.

## Discographie

### Albums studio
- 2012 : Pendulum Swings
- 2014 : Pretty Low
- 2016 : With Regret

### EP
- 2010 : Grim Rhythm
- 2011 : Suffer the Cycle
- 2012 : Sink with Me

### Splits
- 2013 : Expire / Soul Control

### Compilation
- 2016 : Old Songs